# Terina fulvibasis
Terina fulvibasis là một loài bướm đêm trong họ Geometridae.